# Cerimonia segreta
Cerimonia segreta (Secret Ceremony) è un film del 1968 diretto da Joseph Losey.
Il film, prodotto in Inghilterra e distribuito dalla Universal Pictures, è tratto dal racconto omonimo dello scrittore argentino Marco Denevi ed ha come protagonisti Elizabeth Taylor, Mia Farrow e Robert Mitchum, affiancati dalle caratteriste Pamela Brown e Peggy Ashcroft.

## Trama
Leonora, una prostituta, è scoraggiata a causa della morte per annegamento della sua unica figlia. Cinzia, una giovane solitaria, rimane attratta immediatamente da Leonora data la forte somiglianza con la defunta madre, quindi accoglie la donna nella sua grande dimora e la tratta come se lei fosse la vera madre. Il patrigno di Cinzia, Albert si inserisce in questo rapporto ambiguo tra le due donne e la tragedia è alle porte.